# Mikojan-Gurewitsch MiG-8
Die Mikojan-Gurewitsch MiG-8 Utka (deutsch Ente, russisch Микоян-Гуревич МиГ-8 Утка) war ein sowjetisches Versuchsflugzeug.

## Entwicklung
Es war in Entenbauweise ausgelegt und besaß einen um 20° gepfeilten Tragflügel mit einem keilförmigen Höhenleitwerk am Bug. Das Seitenleitwerk befand sich anfangs an den Enden des Hauptflügels, wurde aber später in die Mitte verlegt.
Die Konstruktionsgruppe bestand aus Studenten der Schukowski-Akademie unter Leitung von G. A. Tokajew und untersuchte bei diesem Typ zusammen mit Mitarbeitern des ZAGI die Stabilität und Steuerfähigkeit von mit Pfeilflügeln ausgestatteten Flugzeugen bei geringen Geschwindigkeiten.
Das Muster wurde 1945 im OKB-155 gebaut und ab Ende des Jahres bis 1947 von Alexander Schukow und Alexej Grintschik erprobt. Die bei den Tests gewonnenen Erkenntnisse über das Verhalten von Pfeilflügelflugzeugen beim Landeanflug flossen in die Konstruktion der erfolgreichen MiG-15 ein. Nach Abschluss der Tests diente das Flugzeug eine Zeit lang als Verbindungsflugzeug bei Mikojan-Gurewitsch. Über den Verbleib des Prototyps ist nichts bekannt.
Die MiG-8 war ein abgestrebter Schulterdecker in Holzbauweise mit Stoffbespannung. Das einrädrige Bugfahrwerk war starr, wobei die Haupträder aerodynamische Verkleidungen aufwiesen.

## Technische Daten
| Kenngröße                     | Daten                                                        |
| ----------------------------- | ------------------------------------------------------------ |
| Besatzung                     | 1                                                            |
| Passagiere                    | 2                                                            |
| Länge                         | 7,10 m                                                       |
| Spannweite                    | 9,50 m (Vorderflügel 3,50 m)                                 |
| Höhe                          | 2,45 m                                                       |
| Flügelfläche                  | 15 m²                                                        |
| Spurbreite des Hauptfahrwerks | 2,5 m                                                        |
| Leermasse                     | 642 kg                                                       |
| Startmasse                    | maximal 1.150 kg                                             |
| Antrieb                       | luftgekühlter 5-Zylinder-Sternmotor M-11F mit Druckpropeller |
| Startleistung                 | 80 kW (109 PS)                                               |
| Höchstgeschwindigkeit         | 205 km/h                                                     |
| Reichweite                    | 500 km                                                       |